# Circe (novela)
Circe es una novela del año 2018 de la escritora estadounidense Madeline Miller. Se desarrolla durante la Edad Heroica griega y es una adaptación de varios mitos griegos, entre los que destaca la Odisea. Esta narrada desde la perspectiva de la bruja Circe, protagonista de la novela. La obra explora los orígenes de Circe y narra sus encuentros con varias figuras mitológicas como Hermes, el Minotauro, Jason y Medea, y finalmente su romance con Odiseo y su hijo, Telémaco.

## Trama
Circe es la hija divina del titán Helios y la náyade Perse. Desde su nacimiento es considerada poco atractiva e impotente siendo víctima de las burlas de sus progenitores y hermanos, Circe vive una existencia solitaria hasta que se enamora del pescador mortal Glauco. Desconsolada por su mortalidad, Circe encuentra un modo de convertirlo en dios, transformándolo a su "verdadera forma" usando la savia de flores mágicas, nacidas de la tierra que una vez estuvo empapado con la sangre del titán Cronos. Sin embargo, Glauco arrogante en su divinidad, rechaza el amor de Circe, y en su lugar, se  enamora de la ninfa Escila.
Cegada por lo celos, Circe usa nuevamente la magia de las flores, transformando accidentalmente a Escila en un monstruo sanguinario de seis cabezas. Consternada y arrepentida, Circe confiesa sus actos a su padre Helios, quien se da cuenta de que todos sus hijos con Perse son brujos capaces de extraer poder de hierbas y bebidas.
En castigo por admitir su brujería, Circe es condenada por Zeus y Helios al exilio eterno en la isla de Eea. Al comienzo de su exilio Circe al sentirse libre, aprovecha para estudiar y perfeccionar su brujería, cuidando de sus jardines y experimentando con las corrientes de aire. A lo largo de los siglos que pasa en Eea, Circe interactúa con muchas figuras míticas. Recibe la visita del dios olímpico Hermes, convirtiéndose en amantes. En una ocasión es escoltada fuera de la isla por el mortal Dédalo, a petición de la hermana de Circe y reina de Creta, Pasífae. Durante la breve visita a Creta, Circe ayuda a su hermana en el parto del Minotauro y junto a su brujería ayuda a amansar al monstruo.  
Años después, el héroe Jasón y su esposa la bruja Medea, sobrina de Circe, arriban a Eea después de haber robado el vellocino de oro al hermano de Circe, Eetes, asesinando en el proceso al hermano de Medea, Apsirto. Circe los limpia del crimen y advierte a Medea sobre el menguante interés de Jason, pero es ignorada por Medea y ambos dejan la isla. 
Después de estos acontecimientos, Circe vive un periodo de soledad que llega a su fin cuando un grupo de marineros desamparados llegan una noche a Eea en busca de refugio y comida. Emocionada por la llega de estos marineros, Circe los asiste entusiasta. Sin embargo,  cuando los marineros se dan cuenta de que Circe vive sola en la isla sin hombres que la protejan, el capitán del barco abusa de ella. Circe entonces utiliza su brujería para matar a todos los hombres. Compungida por asesinar a tantos hombres, y ahora cautelosa con los visitantes, cuando el siguiente barco llega a su isla utiliza su brujería para transformar a los hombres en cerdos.   
La misma suerte correrán cientos de marineros que llegarán a su isla en los próximos años. Un barco en particular llega al mando del héroe Odiseo, quien seduce a Circe para que perdone la vida a su tripulación y los acoja en su isla durante el invierno. Odiseo y su tripulación permanecen en Eea durante un año, tiempo en el que surge un romance entre Circe y Odiseo. Cuando Odiseo se marcha para continuar su viaje de regreso a Ítaca, Circe da a luz a un hijo, Telégono.
Al criar sola al pequeño Telégono, Circe no tarda en darse cuenta de que algo va mal y descubre que la diosa Atenea amenaza la vida de su hijo. Circe lanza un hechizo para proteger la isla mientras Telégono crece. Cuando el joven Telégono le ruega que lo deje abandonar la isla para reunirse con su padre, Circe se hace con la cola del dios Trigón que contiene un poderoso veneno, y, a regañadientes, envía a su hijo a Ítaca armado con la cola en lo alto de una lanza. Sin embargo, cuando Telégono se reúne con su padre, pero Odiseo al confundirlo con una amenaza, lo ataca y muere accidentalmente por una herida causada por la lanza envenenada. Culpable, Telégono regresa a casa con la esposa de Odiseo, Penélope, y su hijo Telémaco.
Tras perder a su héroe Odiseo, Atenea visita Eea para ofrecer su mecenazgo a Telémaco, quien se rehúsa a aceptarlo. Telégono acepta en su lugar y emprende su propio viaje heroico. Abatida por la pérdida de su hijo, Circe negocia con Helios el fin de su exilio. Con la ayuda de Telémaco, Circe viaja donde la temible Escila y utilizando la lanza envenenada la convierte en piedra y su peregrinaje por otras islas, recoge más de las flores que una vez usó con para poner fin a la mortalidad Glauco. Enamorada de Telémaco, Circe utiliza la magia de las flores sobre sí misma con la intención de convertirse en mortal y vivir sus días viajando con Telémaco.

## Recepción de la crítica
En una reseña para el New York Times, Claire Messud describe a Circe de Madeline Miller como "placentera", aprobando sus temas feministas y su "relato altamente psicologizado, redentor y en última instancia exculpatorio" del familiar cuento de Circe. Una reseña del Washington Post realizada por Ron Charles enmarca la novela de Miller dentro del movimiento Me Too, y elogia su reinvención de la historia de Circe como "desgarradora e inesperada", arrojando una "luz feminista" sobre cuentos atemporales que "ilumina detalles que no habíamos notado antes".  Aida Edemariam de The Guardian también elogia a Miller por encontrar novedad y "propulsión narrativa" al centrar su relato en torno a la "vida emocional de una mujer".
En el año 2018, Circe fue nombrada Mejor novela de fantasía en los Goodreads Choice Awards, recibió el premio Red Tentacle Kitschie a la mejor novela y ganó el premio literario Athenaeum. En 2019, la novela fue preseleccionada para el Premio Femenino de Ficción y el Premio de Fantasía Mitopoyética.

## Adaptaciones
En 2019, HBO Max anunció una adaptación de ocho episodios de la novela que será escrita y producida por Rick Jaffa y Amanda Silver.